# Alois de Liechtenstein
Lluís Felip Maria de Liechtenstein —en alemany Alois Philipp Maria von Liechtenstein—, però conegut simplement com a Lluís o Alois de Liechtenstein (Zúric, 11 de juny de 1968), és príncep hereu i regent del Principat de Liechtenstein des del 15 d'agost de 2004 i comte de Rietberg. Té el tractament protocol·lari de Sa Altesa Sereníssima (SAS).

## Biografia
Nascut a Zuric, Suïssa, és el fill primogènit del príncep Hans Adam II de Liechtenstein i de la seva esposa, la princesa Maria de Liechtenstein, nascuda Marie Aglaë Kinsky von Wchinitz und Tettau.
Alois va assistir a l'escola primària de Vaduz-Ebenholz i després va acudir a la prestigiosa Reial Acadèmia Militar de Sandhurst, al Regne Unit. Més tard, es va graduar amb un màster en jurisprudència per la Universitat de Salzburg, la mateixa en la qual va estudiar el seu pare.
Fins a 1995 va treballar en una firma d'auditories a Londres, on va néixer el seu primogènit. Al maig de 1996 va tornar a Vaduz per encarregar-se dels negocis del seu pare. Així mateix, va començar a prendre un paper més actiu en els assumptes polítics i a assumir deures representatius en nom de Liechtenstein.
És integrant de la Junta Directiva de la Fundació Liechtenstein per a la Governança estatal.

## Matrimoni i descendència
El príncep hereu Lluís es va casar amb la princesa Sofia de Baviera el 3 de juliol de 1993 a l'església parroquial de Sant Florià, a Vaduz. El matrimoni té quatre fills:
- SAS el príncep Joseph Wenzel Maximilian Maria de Liechtenstein, comte de Rietberg (nascut el 24 de maig de 1995 a Londres, Regne Unit).
- SAS la princesa Marie Caroline Elisabeth Immaculata de Liechtenstein, comtessa de Rietberg (nascuda el 17 d'octubre de 1996 a Grabs, Suïssa).
- SAS el príncep Georg Antonius Constantin Maria de Liechtenstein, comte de Rietberg (nascut el 20 d'abril de 1999 a Grabs, Suïssa).
- SAS el príncep Nikolaus Sebastian Alexander Maria de Liechtenstein, comte de Rietberg (nascut el 6 de desembre de 2000 a Grabs, Suïssa).

## Regència
El dia de la Festa Nacional de Liechtenstein, el 15 d'agost de 2004, el seu pare Hans Adam II de Liechtenstein li va traspassar la responsabilitat de prendre les decisions de govern diàries, per preparar la transició del poder a una nova generació. Tanmateix, Hans Adam II de Liechtenstein segueix sent el cap d'Estat.

## Títols i tractaments
- SAS el príncep Lluís de Liechtenstein (1968-1989)
- SAS el príncep hereu Lluís de Liechtenstein, comte de Rietberg (1989-2004)
- SAS el príncep hereu Lluís de Liechtenstein, regent i comte de Rietberg (2004-actualitat).

## Distincions honorífiques

### Distincions honorífiques liechtensteinianes
- Gran Estrella de l'Orde del Mèrit del Principat de Liechtenstein.[2]

### Distincions honorífiques estrangeres
- Gran Decoració d'Honor en Or amb Faixa de l'Orde al Mèrit de la República d'Àustria (2000).[3]
- Medalla Commemorativa del Jubileu de Diamant del Rei Bhumibol Adulyadej (Regne de Tailàndia, 12/06/2006).[4]
- Gran Creu de l'Orde Pro Merit Melitense de l'Orde Sobirà i Militar de Malta [Classe Especial Civil] (16/09/2011).
- Medalla commemorativa de la investidura del Rei Guillem Alexandre (Regne dels Països Baixos, 30/04/2013).[5]
- Medalla Commemorativa del 70 Aniversari del Rei Carles Gustau (Regne de Suècia, 30/04/2016).[6]